# Jan Piączyński
Jan Piączyński herbu Ogończyk – podczaszy nowogrodzkosiewierski w latach 1635–1646, podstarości niżyński w 1640 roku, sekretarz królewski w 1635 roku, rotmistrz królewski w 1649 roku, rotmistrz kozaków krupeczpolskich.
Protegowany Władysława IV Wazy i hetmana polnego koronnego Mikołaja Potockiego.
Był uczestnikiem wojny moskiewskiej 1609-1618. Poseł na sejm 1646 roku z województwa czernihowskiego.